# Markiesje
Het Markiesje is een zeer oud hondenras. Er zijn schilderijen uit de 17e en 18e eeuw bekend waarop afbeeldingen staan van kleine, zwarte, spioen-achtige hondjes die veel gelijkenis vertonen met het hedendaagse Markiesje. Er is echter tot midden jaren 70 niet gericht met het ras gefokt.
Mevrouw M.J. van Woerden legde een uitgesproken belangstelling voor dit onbekende, zwarte spioentje aan de dag en richtte op 24 juni 1979 samen met een groep andere geïnteresseerden de “Vereniging voor Liefhebbers van het Markiesje” op. Op 1 mei 1999 werd het Markiesje door de Raad van Beheer op Kynologisch Gebied in Nederland erkend als officieel Nederlands ras. Ondanks deze erkenning heeft de Raad van Beheer tot op de dag van vandaag het stamboek voor het Markiesje opengehouden om het zo mogelijk te maken ook zogenaamde “nieuwkomers” na aankeuring op te nemen in het Markiesjesregister. “Nieuwkomers” zijn hondjes die veel gelijkenis vertonen met de raspunten van het Markiesje. Deze rasloze hondjes kunnen worden aangekeurd en vervolgens worden opgenomen in het Markiesjesregister. Op deze manier tracht de rasvereniging de fokbasis van het Markiesje te verbreden.
Tot op heden is het Markiesje nog niet erkend door de FCI, maar er wordt door sommigen wel voor internationale erkenning geijverd. Er zijn vele verhalen in omloop waarom het ras Markiesje heet en ook wordt er vaak gerefereerd naar het Markiesje als de Dutch Tulip dog, maar de enig juiste bron van de naam Markiesje is Toepoels Hondenencyclopedie en die geeft geen uitleg of toelichting.

## Karakter
Het Markiesje is een veelzijdig hondje. Het is ingedeeld in rasgroep 9 (gezelschapshonden) wat ten onrechte de suggestie kan wekken dat het hier gaat om een hondje dat zich het beste thuis voelt bij de baas op schoot. 
Het Markiesje stelt over het algemeen weinig eisen aan zijn eigenaar. De hond heeft behoefte aan activiteit, lange boswandelingen waarbij de hond los van de lijn kan rennen zijn geliefd. 
Het eigen gezin is erg belangrijk voor het Markiesje maar ook mensen buiten het gezin worden over het algemeen vriendelijk begroet. De meeste Markiesjes zijn echter wel waaks en zij zullen zich laten horen wanneer ze denken dat ze onraad ruiken.
Met andere honden gaat het Markiesje prima om, en ook andere huisdieren zoals katten of knaagdieren vormen geen probleem mits de hond hier op jonge leeftijd goed mee gesocialiseerd is. Het Markiesje is niet moeilijk op te voeden. Ze zijn zeer baasgericht en de meeste Markiesjes willen graag samenwerken met de baas. Met de goede aanpak is een Markiesje veel te leren. Ze leren bovendien erg snel.
Het Markiesje is een sportief hondje en is bijna overal voor te porren. Gehoorzaamheid en agility zijn voorbeelden waar veel Markiesjes niet onverdienstelijk in meedraaien, maar ook voor de uithoudingsvermogenproef, speurwerk, doggydance, breitensport, flyball, dogfrisbee enz. is het Markiesje geschikt.

## Uiterlijk
De ideale schofthoogte ligt voor de reu op 37 cm en voor de teef op 35 cm, waarbij een marge van 2 cm meer of 3 cm minder is toegestaan. Het gewicht ligt tussen 6 en 8 kg.
Het Markiesje is zwart met witte aftekeningen.

## Foto

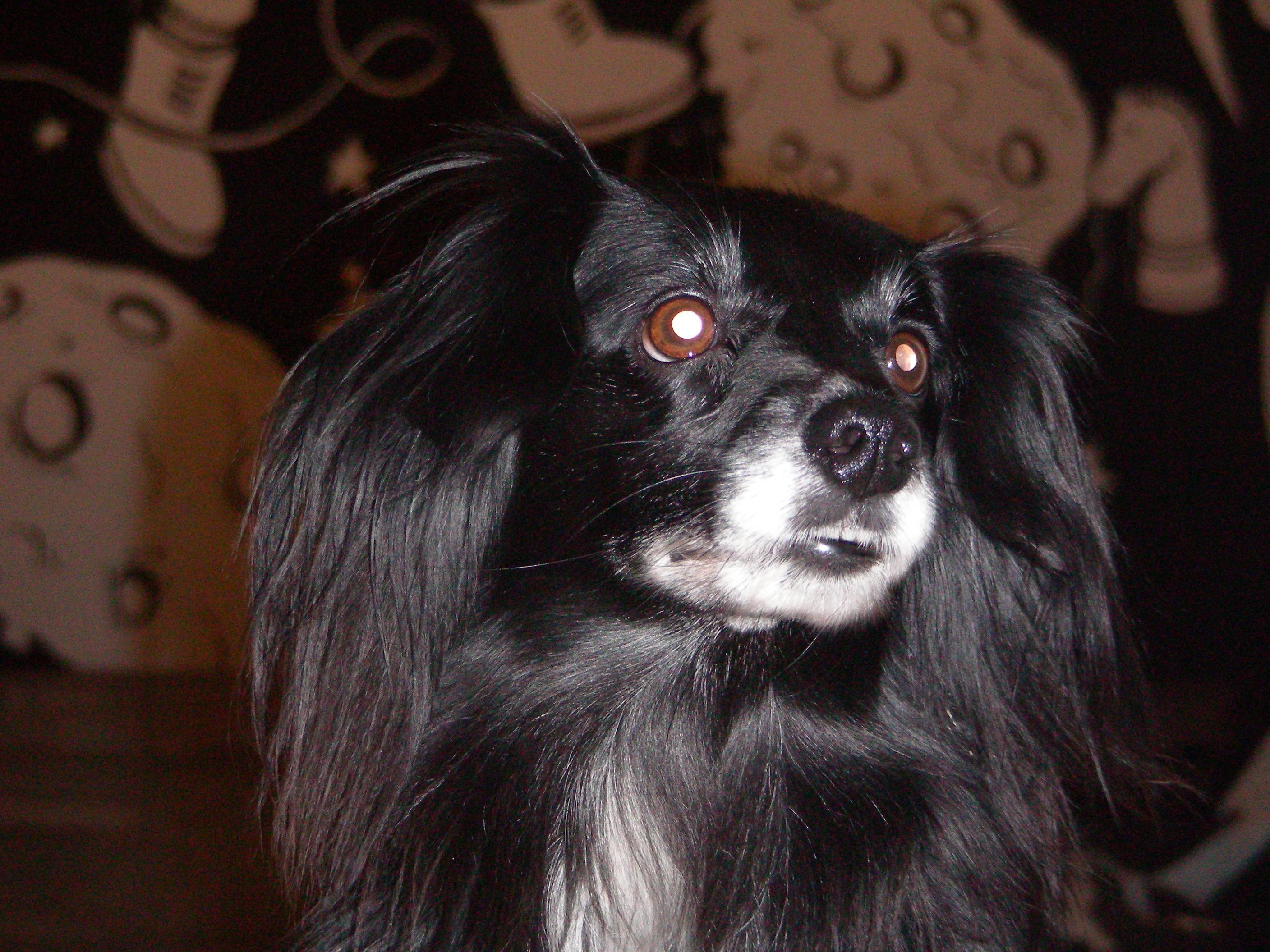
Het Markiesje Zwaantje heeft onder de naam "Daantje" opgetreden in Baantjer